# Ordinul Suvorov
| Ordinul Suvorov |
| --------------- |
| Medalia         |
| Bareta          |

Ordinul Suvorov (în limba rusă: Орден Суворова) este un ordin sovietic, care a primit numele lui Alexandr Suvorov și a fost înființat pe 29 iulie 1942 (în timpul celui de-Al Doilea Război Mondial), printr-o decizie a Prezidiului Sovietului Suprem al URSS. Medalia a fost creată pentru decorarea persoanelor care se distingeau prin vitejie în timpul acțiunilor de luptă. Ordinul Suvorov a fost conceput să aibă trei clase. Gheorghi Jukov avea să fie primul militar decorat cu Ordinul Suvorov clasa I pe 28 ianuarie 1943. 
- Ordinul Suvorov clasa I-a este decernat comandanților de armată pentru conducerea remarcabilă a operațiunilor de luptă. Ordinul constă dintr-o stea din platină de 50 mm cu un medalion din platină de 30 mm în centru, cu basorelieful lui Alexandr Suvorov confecționat din aur, montat peste o cunună de frunze, înconjurată de inscripția "Александр Суворов". În vârful stelei de platină se află o stea din rubin brodată cu aur.
- Ordinul Suvorov clasa a II-a este decernat comandanților de corp de armată, de divizie sau brigadă pentru obținerea unei victorii decisive împotriva unui inamic superior din punct de vedere numeric. Medalia este confecționată din aur, fără steaua de rubin, cu un medalion asemănător cu cel de la clasa superioară, confecționat din argint însă.
- Ordinul Suvorov clasa a III-a este decernat comandanților de regiment, șefilor de stat major de regiment, comandanților de batalion și companie pentru conducerea strălucită a acțiunilor de luptă prin care au contribuit la o victorie într-o bătălie. Medalia este asemănătoare cu cea de clasa a II-a, cu excepția faptului că este confecționată în întregime din argint, iar inscripția este din email roșu.

După prăbușirea Uniunii Sovietice, noile autorități ale Federației Ruse au hotărât să păstreze ordinul. 

## Medalii și barete
| Clasa I | Clasa a II-a | Clasa a III-a |
| ------- | ------------ | ------------- |
|         |              |               |
| Bareta  |              |               |
|         |              |               |